# Oxira acharista
Oxira acharista là một loài bướm đêm trong họ Noctuidae.